# Mats Jonsson (rallyförare)
Mats Lennart Jonsson, född 28 november 1957 i Edsvalla i Värmland, är en svensk rallyförare.
Jonsson har vunnit Svenska Rallyt två gånger samt många tävlingar i Rally-SM. Han har blivit svensk mästare 19 gånger.